# 24 uur van Le Mans 1971

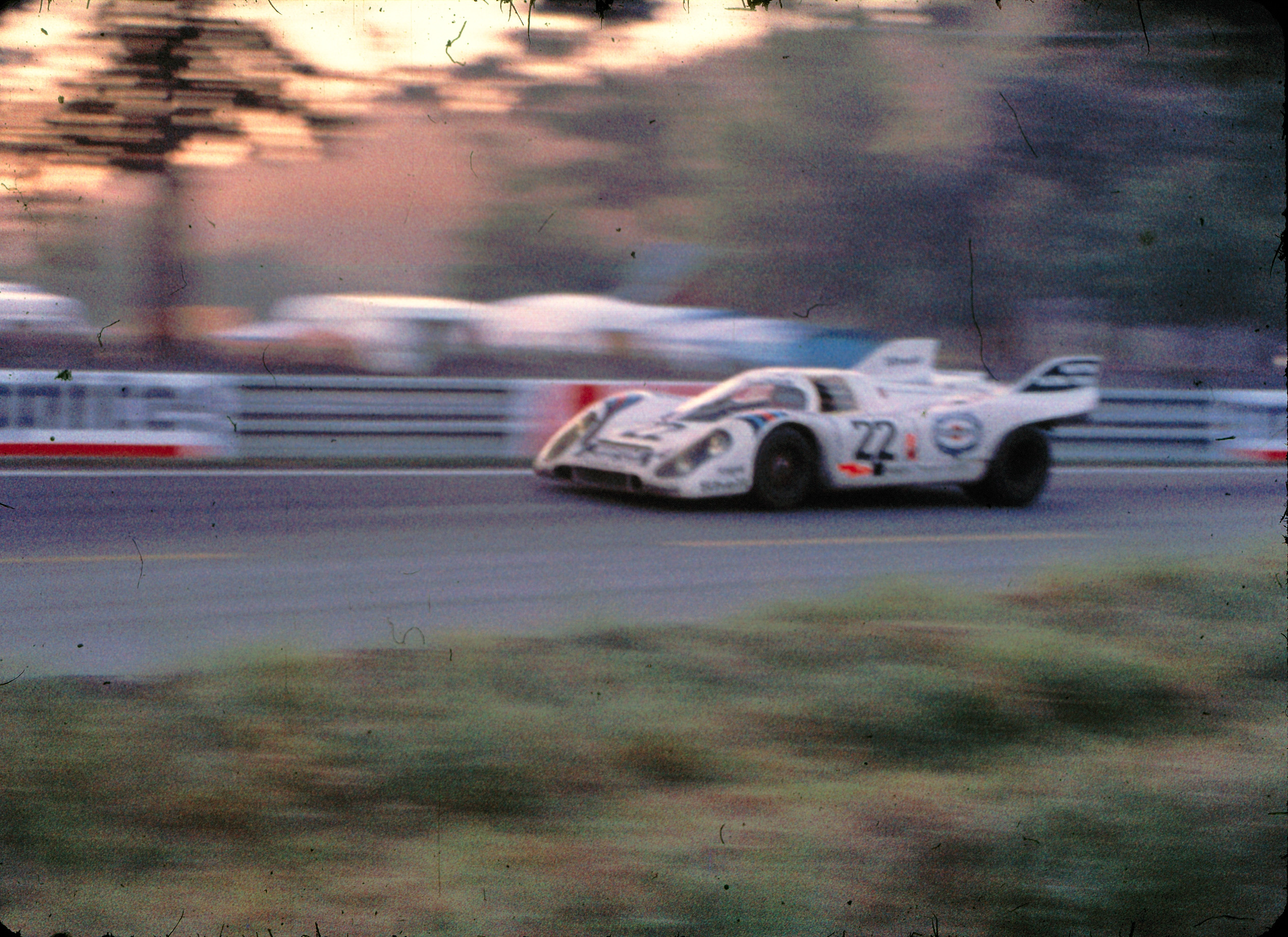
De winnende auto: de Porsche 917K #22.

De 24 uur van Le Mans 1971 was de 39e editie van deze endurancerace. De race werd verreden op 12 en 13 juni 1971 op het Circuit de la Sarthe nabij Le Mans, Frankrijk.
De race werd gewonnen door de Martini International Racing Team #22 van Gijs van Lennep en Helmut Marko, die allebei hun eerste Le Mans-zege behaalden. Zij legden 397 ronden af, wat een recordafstand was. Dit record werd pas in 2010 verbeterd. De GT +2.0-klasse werd gewonnen door de ASA Cachia Bundi #63 van Raymond Touroul en André Anselme. De P 2.0-klasse werd gewonnen door de Wicky Racing Team #49 van Walter Brun en Peter Mattli.

## Race
Winnaars in hun klasse zijn vetgedrukt. Auto's die minder dan 70% van de afstand van de winnaar (277 ronden) hadden afgelegd werden niet geklasseerd.
| Pos. | Klasse  | No. | Team                                        | Coureurs                                 | Chassis               | Motor                       | Banden | Ronden |
| ---- | ------- | --- | ------------------------------------------- | ---------------------------------------- | --------------------- | --------------------------- | ------ | ------ |
| 1    | S 5.0   | 22  | Martini International Racing Team           | Gijs van Lennep Helmut Marko             | Porsche 917K          | Porsche 4.9L F12            | F      | 397    |
| 2    | S 5.0   | 19  | JW Automotive Engineering                   | Richard Attwood Herbert Müller           | Porsche 917K          | Porsche 4.9L F12            | F      | 395    |
| 3    | S 5.0   | 12  | North American Racing Team                  | Sam Posey Tony Adamowicz                 | Ferrari 512M          | Ferrari 5.0L V12            | G      | 366    |
| 4    | S 5.0   | 16  | David Piper Autorace David Weir             | David Weir Chris Craft                   | Ferrari 512M          | Ferrari 5.0L V12            | G      | 355    |
| 5    | S 5.0   | 58  | North American Racing Team                  | Bob Grossman Luigi Chinetti jr.          | Ferrari 365 GTB/4     | Ferrari 4.4L V12            | G      | 314    |
| 6    | GT +2.0 | 63  | ASA Cachia Bundi                            | Raymond Touroul André Anselme            | Porsche 911S          | Porsche 2.4L F6             | M      | 306    |
| 7    | P 2.0   | 49  | Wicky Racing Team                           | Walter Brun Peter Mattli                 | Porsche 907           | Porsche 1958cc F6           | F      | 306    |
| 8    | GT +2.0 | 38  | René Mazzia                                 | René Mazzia Jürgen Barth                 | Porsche 911E          | Porsche 2.4L F6             | M      | 303    |
| 9    | GT +2.0 | 42  | Jean Mésange                                | Jean Mésange Gérard Darton-Merlin        | Porsche 911S          | Porsche 2.2L F6             | D      | 298    |
| 10   | GT +2.0 | 26  | Nicolas Koob Porsche-Kremer Racing          | Nicolas Koob Erwin Kremer Günther Huber  | Porsche 911S          | Porsche 2.4L F6             | D      | 292    |
| 11   | GT +2.0 | 39  | A.G.A.C.I.                                  | Guy Verrier Gérard Foucault              | Porsche 911S          | Porsche 2.2L F6             | D      | 290    |
| 12   | GT +2.0 | 44  | Paul Watson Race Organisation               | Paul Vestey Richard Bond                 | Porsche 911S          | Porsche 2.2L F6             | D      | 286    |
| NC   | P 3.0   | 24  | Automobiles Ligier                          | Guy Ligier Patrick Depailler             | Ligier JS3            | Ford-Cosworth DFV 3.0L V8   | G      | 270    |
| NC   | GT +2.0 | 36  | Écurie Jean Sage                            | Björn Waldegård Bernard Chenevière       | Porsche 911S          | Porsche 2.4L F6             | D      | 263    |
| DNF  | P 3.0   | 32  | Equipe Matra                                | Chris Amon Jean-Pierre Beltoise          | Matra-Simca MS660     | Matra 3.0L V12              | G      | 263    |
| DNF  | S 5.0   | 17  | JW Automotive Engineering                   | Jo Siffert Derek Bell                    | Porsche 917LH         | Porsche 4.9L F12            | F      | 240    |
| DNF  | P 3.0   | 29  | Wicky Racing Team                           | André Wicky Max Cohen-Olivar             | Porsche 908/2         | Porsche 3.0L F8             | F      | 236    |
| DNF  | S 5.0   | 9   | Ecurie Francorchamps                        | Hughes de Fierlandt Alain de Cadenet     | Ferrari 512M          | Ferrari 5.0L V12            | F      | 235    |
| DNF  | S 5.0   | 57  | Zitro Racing Team                           | Dominique Martin Gérard Pillon           | Porsche 917K          | Porsche 4.5L F12            | G      | 228    |
| DNF  | S 5.0   | 6   | Scuderia Filipinetti Scuderia Picchio Rosso | Corrado Manfredini Giancarlo Gagliardi   | Ferrari 512M          | Ferrari 5.0L V12            | G      | 197    |
| DNF  | GT +2.0 | 35  | Pierre Greub                                | Pierre Greub Sylvain Garant              | Porsche 911S          | Porsche 2.4L F6             | D      | 196    |
| DNF  | P 3.0   | 30  | Louis Cosson                                | Louis Cosson Helmut Leuze                | Porsche 908/2         | Porsche 3.0L F8             | D      | 192    |
| DNF  | GT +2.0 | 1   | Écurie Léopard                              | Jean-Claude Aubriet Jean-Pierre Rouget   | Chevrolet Corvette C3 | Chevrolet 7.0L V8           | G      | 189    |
| DNF  | S 5.0   | 18  | JW Automotive Engineering                   | Pedro Rodríguez de la Vega Jackie Oliver | Porsche 917LH         | Porsche 4.9L F12            | F      | 187    |
| DNF  | S 5.0   | 15  | Escuderia Montjuïch                         | José Juncadella Nino Vaccarella          | Ferrari 512M          | Ferrari 5.0L V12            | F      | 186    |
| DNF  | GT 2.0  | 47  | Wicky Racing Team                           | Jean-Jacques Cochet Jean Selz            | Porsche 911S          | Porsche 1991cc F6           | D      | 183    |
| DNF  | S 5.0   | 23  | Martini International Racing Team           | Reinhold Joest Willi Kauhsen             | Porsche 917/20        | Porsche 4.9L F12            | F      | 180    |
| DNF  | P 3.0   | 28  | Établissement Sonauto Auguste Veuillet      | Claude Ballot-Léna Guy Chasseuil         | Porsche 908/2         | Porsche 3.0L F8             | D      | 169    |
| DNF  | GT 2.0  | 69  | Autohaus Max Moritz GmbH                    | Gerd Quist Dietrich Krumm                | Porsche 914/6 GT      | Porsche 1991cc F6           | G      | 160    |
| DNF  | GT +2.0 | 2   | Greder Racing                               | Henri Greder Marie-Claude Beaumont       | Chevrolet Corvette C3 | Chevrolet 7.0L V8           | G      | 141    |
| DNF  | S 5.0   | 7   | Scuderia Filipinetti                        | Mike Parkes Henri Pescarolo              | Ferrari 512F          | Ferrari 5.0L V12            | G      | 120    |
| DNF  | GT +2.0 | 65  | Jacques Dechaumel                           | Jacques Dechaumel Jean-Claude Parot      | Porsche 911S          | Porsche 2.2L F6             | D      | 105    |
| DNF  | GT +2.0 | 37  | Pierre Mauroy                               | Pierre Mauroy Jean-Claude Lagniez        | Porsche 911S          | Porsche 2.4L F6             | D      | 78     |
| DNF  | S 5.0   | 21  | Martini International Racing Team           | Vic Elford Gérard Larrousse              | Porsche 917LH         | Porsche 4.9L F12            | F      | 74     |
| DNF  | GT +2.0 | 41  | Jean-Pierre Gaban                           | Jean-Pierre Gaban Willy Braillard        | Porsche 911S          | Porsche 2.2L F6             | D      | 68     |
| DNF  | S 5.0   | 10  | Gelo Racing Team                            | Georg Loos Franz Pesch                   | Ferrari 512M          | Ferrari 5.0L V12            | F      | 63     |
| DNF  | GT 2.0  | 46  | Ecurie Porsche Club Romand                  | Paul Keller Jean Sage                    | Porsche 914/6 GT      | Porsche 1991cc F6           | F      | 61     |
| DNF  | GT +2.0 | 33  | Rey Racing                                  | Jacques Rey Jean-Pierre Cassegrain       | Porsche 911S          | Porsche 2.5L F6             | D      | 58     |
| DNF  | S 5.0   | 11  | North American Racing Team Penske Racing    | Mark Donohue David Hobbs                 | Ferrari 512M          | Ferrari 5.0L V12            | G      | 58     |
| DNF  | P 2.0   | 50  | Camel Filters Team Huron/Guy Edwards        | Guy Edwards Roger Enever                 | Lola T212             | Ford Cosworth FVC 1798cc S4 | D      | 55     |
| DNF  | GT +2.0 | 34  | Richie Ginther Racing                       | Alan Johnson Elliott Forbes-Robinson     | Porsche 911S          | Porsche 2.4L F6             | G      | 50     |
| DNF  | GT +2.0 | 40  | Jean Egreteaud                              | Jean Egreteaud Jean-Marie Jacquemin      | Porsche 911S          | Porsche 2.2L F6             | D      | 41     |
| DNF  | GT +2.0 | 66  | Rey Racing                                  | Jean-Claude Guérie Claude Mathurin       | Porsche 911S          | Porsche 2.2L F6             | M      | 34     |
| DNF  | GT +2.0 | 48  | Jean-Pierre Hanrioud                        | Jean-Pierre Hanrioud Mario Ilotte        | Porsche 911S          | Porsche 2.2L F6             | P      | 27     |
| DNF  | GT +2.0 | 43  | François Migault                            | Jean-Pierre Bodin Gilbert Courthiade     | Porsche 911S          | Porsche 2.2L F6             | D      | 22     |
| DNF  | P 3.0   | 60  | Claude Haldi                                | Claude Haldi Hans-Dieter Weigel          | Porsche 908/2         | Porsche 3.0L F8             | F      | 18     |
| DNF  | S 5.0   | 5   | Racing Team VDS                             | Teddy Pilette Gustave Gosselin           | Lola T70 Mk. IIIB     | Chevrolet 5.0L V8           | G      | 14     |
| DNF  | P 3.0   | 27  | Christian Poirot                            | Christian Poirot Jean-Claude Andruet     | Porsche 910           | Porsche 3.0L F8             | D      | 12     |
| DNF  | S 5.0   | 14  | North American Racing Team                  | Masten Gregory George Eaton              | Ferrari 512S Spyder   | Ferrari 5.0L V12            | G      | 7      |
| DNQ  | GT +2.0 | 45  | Claude Laurent                              | Claude Laurent Jacques Marché            | Porsche 911S          | Porsche 2.2L F6             | D      | 0      |
| DNQ  | GT 2.0  | 52  | Écurie Léopard                              | Jacques Bourdon Maurice Nussbaumer       | Alpine A110           | Renault 1596cc S4           | M      | 0      |
| DNQ  | GT +2.0 | 64  | Porsche-Kremer Racing                       | Claude Buchet Jean-Paul Agére            | Porsche 911S          | Porsche 2.4L F6             | D      | 0      |
| DNQ  | GT +2.0 | 68  | Paul Watson Race Organisation               | John Chatham Mike Coombe                 | Porsche 911S          | Porsche 2.2L F6             | D      | 0      |
| DNA  | GT +2.0 | 3   | Troy Promotions Inc                         | Don Yenko Tony DeLorenzo                 | Chevrolet Corvette C3 | Chevrolet 7.0L V8           |        | 0      |
| DNA  | GT +2.0 | 4   | Troy Promotions Inc                         | Dick Thompson John Mahler                | Chevrolet Corvette C3 | Chevrolet 7.0L V8           |        | 0      |
| DNA  | S 5.0   | 5   | Scuderia Filipinetti                        | Jean-Pierre Jabouille Ronnie Peterson    | Ferrari 512M          | Ferrari 5.0L V12            |        | 0      |
| DNA  | S 5.0   | 19  | Escuderia Nacional C.S.                     | Alex Soler-Roig                          | Porsche 917K          | Porsche 4.5L F12            |        | 0      |
| DNA  | P 2.0   | 54  | François Migault                            | François Migault                         | Huron 4A              | Ford Cosworth FVC 1798cc S4 |        | 0      |
| DNA  | P 2.0   | 55  | Scuderia Filipinetti                        |                                          | Lola T212             | Ford Cosworth FVC 1798cc S4 |        | 0      |
| DNA  | S 5.0   | 61  | North American Racing Team                  | Jacky Ickx Clay Regazzoni                | Ferrari 512M          | Ferrari 5.0L V12            | G      | 0      |

1923 · 1924 · 1925 · 1926 · 1927 · 1928 · 1929 · 1930 · 1931 · 1932 · 1933 · 1934 · 1935 · 1936 · 1937 · 1938 · 1939 · 1940 - 1948 · 1949 · 1950 · 1951 · 1952 · 1953 · 1954 · 1955 (Ramp) · 1956 · 1957 · 1958 · 1959 · 1960 · 1961 · 1962 · 1963 · 1964 · 1965 · 1966 · 1967 · 1968 · 1969 · 1970 · 1971 · 1972 · 1973 · 1974 · 1975 · 1976 · 1977 · 1978 · 1979 · 1980 · 1981 · 1982 · 1983 · 1984 · 1985 · 1986 · 1987 · 1988 · 1989 · 1990 · 1991 · 1992 · 1993 · 1994 · 1995 · 1996 · 1997 · 1998 · 1999 · 2000 · 2001 · 2002 · 2003 · 2004 · 2005 · 2006 · 2007 · 2008 · 2009 · 2010 · 2011 · 2012 · 2013 · 2014 · 2015 · 2016 · 2017 · 2018 · 2019 · 2020 · 2021 · 2022 · 2023 · 2024